# 锡斯特里耶尔
锡斯特里耶尔（法語：Cistrières，法語發音：[sistʁijɛʁ]）是法国上卢瓦尔省的一个市镇，位于该省北部，属于布里尤德区。

## 地理
锡斯特里耶尔（45°19'18"N, 3°37'17"E）面积21.89 平方千米，位于法国奥弗涅-罗讷-阿尔卑斯大区上盧瓦爾省，该省份为法国中南部省份，北起多姆山省和卢瓦尔省，西接康塔爾省，南至洛泽尔省，东临阿尔代什省。
与锡斯特里耶尔接壤的市镇（或旧市镇、城区）包括：贝尔伯济、拉沙佩勒热内斯特、科南格勒、杜隆河畔拉瓦勒、杜隆河畔圣迪迪耶、圣阿利尔达尔朗。
锡斯特里耶尔的时区为UTC+01:00、UTC+02:00（夏令时）。

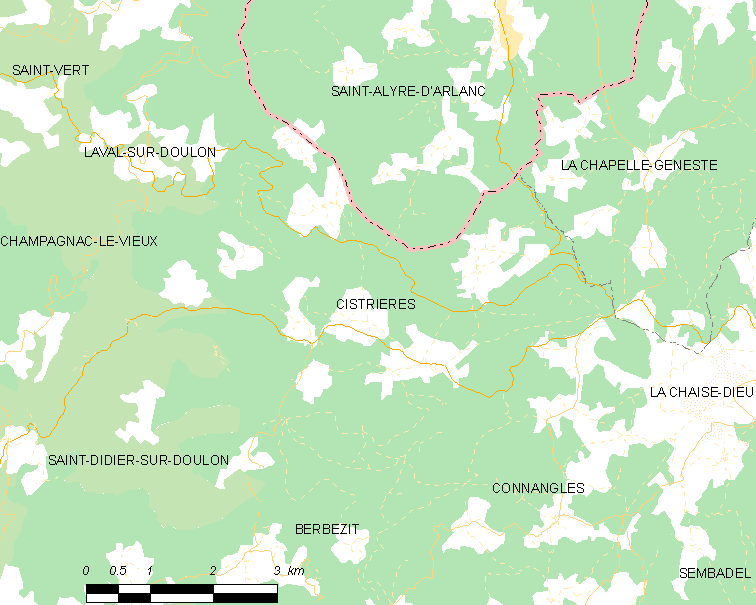
锡斯特里耶尔的OSM定位图

## 行政
锡斯特里耶尔的邮政编码为43160，INSEE市镇编码为43073。

## 政治
锡斯特里耶尔所属的省级选区为上沃莱花岗岩高原县。

## 交通
上卢瓦尔省省道D19线、D193线、D568线和D588线在境内交汇。

## 人口

1962-2008年间锡斯特里耶尔人口变化图示

锡斯特里耶尔于2022年1月1日时的人口数量为128人。